# Nekla (województwo kujawsko-pomorskie)
Nekla – (niem. Neckeln) wieś w Polsce, położona w województwie kujawsko-pomorskim, w powiecie bydgoskim, w gminie Dobrcz.
W latach 1975–1998 miejscowość położona była w województwie bydgoskim.
Według danych Urzędu Gminy Dobrcz (XII 2020 r.) miejscowość liczy 393 mieszkańców.
Od 1 stycznia 2023 dotychczasowa część wsi Nekla o nazwie Linówiec, posiadająca SIMC 0084445, uzyskała status wsi.